# Рикубецу
Рикубецу (яп. 陸別町 Рикубэцу-тё:) — посёлок в Японии, находящийся в уезде Асёро округа Токати губернаторства Хоккайдо. Площадь посёлка составляет 608,81 км², население — 2598 человек (30 июня 2014), плотность населения — 4,27 чел./км².

## Географическое положение
Посёлок расположен на острове Хоккайдо в губернаторстве Хоккайдо. С ним граничат посёлки Асёро, Окето, Куннеппу, Цубецу.

## Население
Население посёлка составляет 2598 человек (30 июня 2014), а плотность — 4,27 чел./км². Изменение численности населения с 1980 по 2005 годы:
| 1980 | 5002 чел. |  |
| 1985 | 4466 чел. |  |
| 1990 | 3902 чел. |  |
| 1995 | 3429 чел. |  |
| 2000 | 3228 чел. |  |
| 2005 | 2956 чел. |  |

## Символика
Деревом посёлка считается берёза плосколистная, цветком — адонис амурский, птицей — обыкновенная кукушка.